# Зрмања
Зрмања је река у северној Далмацији. Дуга је 69 km, са сливом површине 907 km². Извире испод планине Поштак у јужном делу Лике, протиче кроз Далмацију у подножју Велебита и улива се у Новиградско море 12 km од Обровца. Пловна је од Обровца до ушћа, за мање бродове.

## Одлике
Настаје из крашког врела у подножју стене Мисије, високе 200 m, код села Зрмања Врело. У горњем току тече према југу, а затим скреће у правцу запада, јужним подножјем Велебита и прима своју десну, уједно и највећу притоку Крупу. Након тога, Зрмања ствара неколико водопада: Високи бук, Берберов бук, Девића бук, Шупков бук, Јанковића бук. Низводно од Обровца се проширује, а на ушћу у Новиградско море, широка је 300 m. Новиградско ждрило, уски теснац који спаја Новиградско море са отвореним морем, у ствари је долина Зрмање потопљена тектонским покретима и претворена у мореуз.
На Зрмањи се налази град Обровац и рушевине Старог Обровца узводно. На њеној притоци Крупи је православни манастир Крупа.

## Галерија
- Мост у Мокром Пољу
- У Мокром Пољу
- Река Зрмања у Жегару
- Водопад
- Река Зрмања
- Река у Обровцу
- Мост у Обровцу